# 莫諾爾

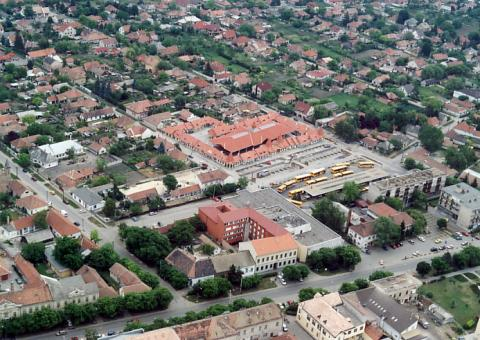

莫諾爾是匈牙利的城鎮，位於該國中部，由佩斯州負責管轄，面積61.86平方公里，每年平均降雨量550毫米，2011年人口18,465，其中約四成居民信奉天主教。

## 外部連結
- Street map （匈牙利文）